# Camille Montade
Pas d'image ? Cliquez ici

a Compétitions nationales et continentales officielles uniquement.

b Matchs officiels uniquement.
Camille Montade, né le 1er avril 1901 à Villeneuve-de-la-Raho (Pyrénées-Orientales) et mort le 6 janvier 1949 à Villeneuve-sur-Lot, est un joueur international français de rugby à XV et à XIII évoluant au poste de pilier et parfois à celui de deuxième ligne.

## Biographie
Camille Montade évolue au poste de pilier gauche à l'Union sportive perpignanaise, où il remporte le Championnat de France de rugby à XV 1924-1925 et accède deux fois à la finale en 1924 et 1926. Il joue aussi sous les couleurs de l'US Quillan et de l'Olympique de Marseille avant de pratiquer le rugby à XIII au Sport Athlétique Villeneuvois XIII.
Il honore sa première cape internationale en équipe de France le 1er janvier 1925 contre l'équipe du pays de Galles lors du Tournoi des Cinq Nations 1925. Il obtient ensuite quatre autres sélections dont une lors de la tournée néo-zélandaise en Europe en 1924-1925. Sa dernière sélection est obtenue le 5 avril 1926 lors du match contre le pays de Galles dans le cadre du Tournoi des Cinq Nations. De plus, il est médaillé d'argent aux Jeux olympiques d'été de 1924 à Paris mais il ne dispute aucun des deux matchs de la compétition,.
En dehors de sa carrière sportive, il occupe successivement les emplois de policier et négociant en vin.

## Palmarès
- Vainqueur du Championnat de France en 1925
- Finaliste du Championnat de France en 1924 et 1926
- Vice-champion olympique en 1924